# Frederik Holst (Fußballspieler)
Frederik Holst (* 24. September 1994) ist ein dänischer Fußballspieler. Er stand zuletzt in Norwegen beim Lillestrøm SK unter Vertrag und ist ehemaliger dänischer Nachwuchsnationalspieler.

## Karriere

### Verein
Holst, Sohn einer dänischen Mutter und eines spanischen Vaters, wuchs im Kopenhagener Stadtteil Vanløse auf und wechselte vom dortigen Verein BK Union in die Jugendakademie des Vorortvereins Brøndby IF. Am 13. Mai 2012 gab er beim 1:5 am 31. Spieltag der Superliga 2011/12 im Auswärtsspiel gegen Aarhus GF sein Debüt im Profifußball. In dieser Saison spielte Brøndby IF gegen den Abstieg und belegte zum Saisonende den neunten Tabellenplatz. In der Folgesaison erreichte er als Stammspieler mit Brøndby IF das Halbfinale im dänischen Pokalwettbewerb, belegte allerdings mit dem Verein erneut in der Liga den neunten Platz. In den folgenden Saisons qualifizierte sich Holst mit Brøndby IF für den internationalen Wettbewerb, konnte allerdings nie die Gruppenphase eines Europapokalwettbewerbs erreichen.
Im August 2017 wechselte Holst in die Niederlande zu Sparta Rotterdam und unterschrieb einen Vertrag bis 2020. In seiner ersten Saison mit den Rotterdamern stieg er aus der Eredivisie ab.
Von Sommer 2018 bis Anfang 2022 spielte er für den schwedischen Erstligisten IF Elfsborg. Im Februar 2022 wechselte er zum norwegischen Erstligisten Lillestrøm SK. Sein Vertrag dort wurde noch im Dezember desselben Jahres aufgelöst.

### Nationalmannschaft
Holst absolvierte zwei Einsätze (ein Tor) für die dänische U16-Nationalmannschaft und nahm mit der U17 an der U17-Europameisterschaft 2011 in Serbien teil. Er kam bei dieser Endrunde zu drei Einsätzen und qualifizierte sich mit seiner Mannschaft für das Halbfinale, in dem sie gegen Deutschland ausschieden. Durch die Halbfinalteilnahme qualifizierte sich die dänische U17 für die U17-Weltmeisterschaft 2011 in Mexiko, wo die Mannschaft nach der Gruppenphase ausschied. Holst kam hierbei in allen drei Partien zum Einsatz. Insgesamt kam er für die dänische U17-Nationalmannschaft zu 31 Einsätzen, in denen ihm zwei Tore gelangen.
In der Folgezeit absolvierte Holst zwei Partien für die U18-Auswahl, 14 für die U19-Nationalelf und zwei für die U20. Am 22. Mai 2014 spielte er bei der 0:2-Niederlage im Testspiel in Esbjerg gegen die Schweiz erstmals für die dänische U21-Nationalmannschaft auf. Bei der U21-Europameisterschaft 2015 in Tschechien gehörte er nicht zum dänischen Kader, allerdings berief Trainer Niels Frederiksen Holst in das Aufgebot für die U21-Europameisterschaft 2017 in Polen. Bei diesem Turnier kam er zu zwei Einsätzen und schied mit der U21 nach der Gruppenphase aus.